# Naknek Lake
Naknet Lake est un lac d'Alaska aux États-Unis, situé  dans la Péninsule d'Alaska. Il fait 64 kilomètres de long et de 5 à 13 kilomètres de large. Ses eaux rejoignent la baie de Bristol, en formant la rivière Naknek.
Les premiers explorateurs russes avaient rapporté que le nom de ce lac était Naknek, mais d'autres lui donnaient le nom d' Akulogak. Ivan Petrof, soldat, explorateur et écrivain, l'appela Walker en l'honneur de Francis Amasa Walker, superintendant du Bureau des affaires indiennes en 1870 et 1880.
Le lac est réputé pour la pêche. Les ours bruns peuvent y être observés en train de pêcher des saumons près des cascades, dont notamment Brooks Falls.